# Fontaine Lumineuse (métro de Toulouse)
Fontaine Lumineuse est une future station de la ligne C du métro de Toulouse, située entre les stations de Colomiers Gare et Saint-Martin-du-Touch sur le territoire communal de Toulouse, entre le quartier des Ramassiers et celui de l'Oratoire, qu'elle desservira principalement, à Colomiers. Les travaux débutent en 2023, pour une mise en service envisagée en 2028.

## Caractéristiques
La station se situera à Toulouse, dans le quartier des Ramassiers, à proximité directe de Colomiers et des usines d'Airbus. Elle constituera, avec la station Colomiers Gare, une des deux seules stations situées à Colomiers de la ligne C du métro de Toulouse. Elle permettra la desserte du site d'Airbus, situé juste à côté de la future station. Elle sera située sur un point stratégique : le rond-point et échangeur de la Fontaine Lumineuse, qui marque l'entrée de la ville de Colomiers depuis Toulouse, sera situé juste à côté. Elle sera également facilement accessible aux voitures puisque située juste à côte de la route nationale 124 et de l'autoroute A624, permettant notamment de rejoindre le périphérique de Toulouse, L'Isle-Jourdain et Auch.
Le secteur de la station doit faire l'objet d'une requalification, car il est prévu de créer à proximité une voie de bus en site propre et des pistes cyclables vers les Ramassiers. Des aménagements pour sécuriser les traversées piétonnes doivent également être effectués.
Sa position par rapport au sol est envisagée pour être souterraine. Le trajet entre Colomiers Gare et la station était envisagé en viaduc : il était donc probable que la station soit aérienne dans ce cas . Il n'est cependant pas impossible que la station soit souterraine. La station est devenue souterraine au moment de l'enquête publique quand le reste de la section l'est devenu en 2019,.
Elle doit être en correspondance avec la ligne de BHNS Linéo 2, qui relie la gare de Colomiers-Lycée International aux Arènes.

## Construction
Comme l'ensemble de la ligne C, la construction de la station débute en 2023, pour une mise en service prévue en 2028.

## Aménagement culturel
La station accueillera une œuvre de René Sultra et Maria Barthélémy.